# Valea Alunișului
Valea Alunișului – wieś w Rumunii, w okręgu Vâlcea, w gminie Șirineasa. W 2011 roku liczyła 24 mieszkańców.